# Olios foxi
Olios foxi là một loài nhện trong họ Sparassidae.
Loài này thuộc chi Olios. Olios foxi được Carl Friedrich Roewer miêu tả năm 1951.